# Hà thủ ô đỏ
Hà thủ ô đỏ (danh pháp khoa học: Fallopia multiflora, đồng nghĩa: Polygonum multiflorum là một loài hà thủ ô cây thân mềm, thuộc họ Rau răm (Polygonaceae), bộ Cẩm chướng (Caryophyllales). Loài cây được sử dụng làm thuốc.
Hà thủ ô đỏ chủ yếu được biết đến như là một vị thuốc bổ, trị suy nhược thần kinh, ích huyết, khỏe gân cốt, đen râu tóc.
- Tên gọi khác: Giao đằng, dạ hợp.
- Nhận dạng: Hà thủ ô đỏ sống lâu năm, thân mềm dạng dây leo quấn với nhau, rễ phình to thành củ màu đỏ. Lá hình tim, đầu nhọn, dài 5 - 7cm, rộng 3 – 5 cm. Cụm hoa hình chùy mọc ở đầu cành hoặc nách lá, mang nhiều hoa. Hoa nhỏ, màu trắng, 3 mảnh vòng ngoài lớn lên cùng quả. Quả 3 cạnh, khô, không tự mở.
- Mức độ nguy cấp: bậc R.

## Cách nhân giống hà thủ ô
Hà thủ ô thông thường được nhân giống bằng cách sử dụng đoạn thân
Ngoài ra, các biện pháp nhân giống trong ống nghiệm được nghiên cứu thành công cho nhân giống số lượng lớn

## Hình ảnh

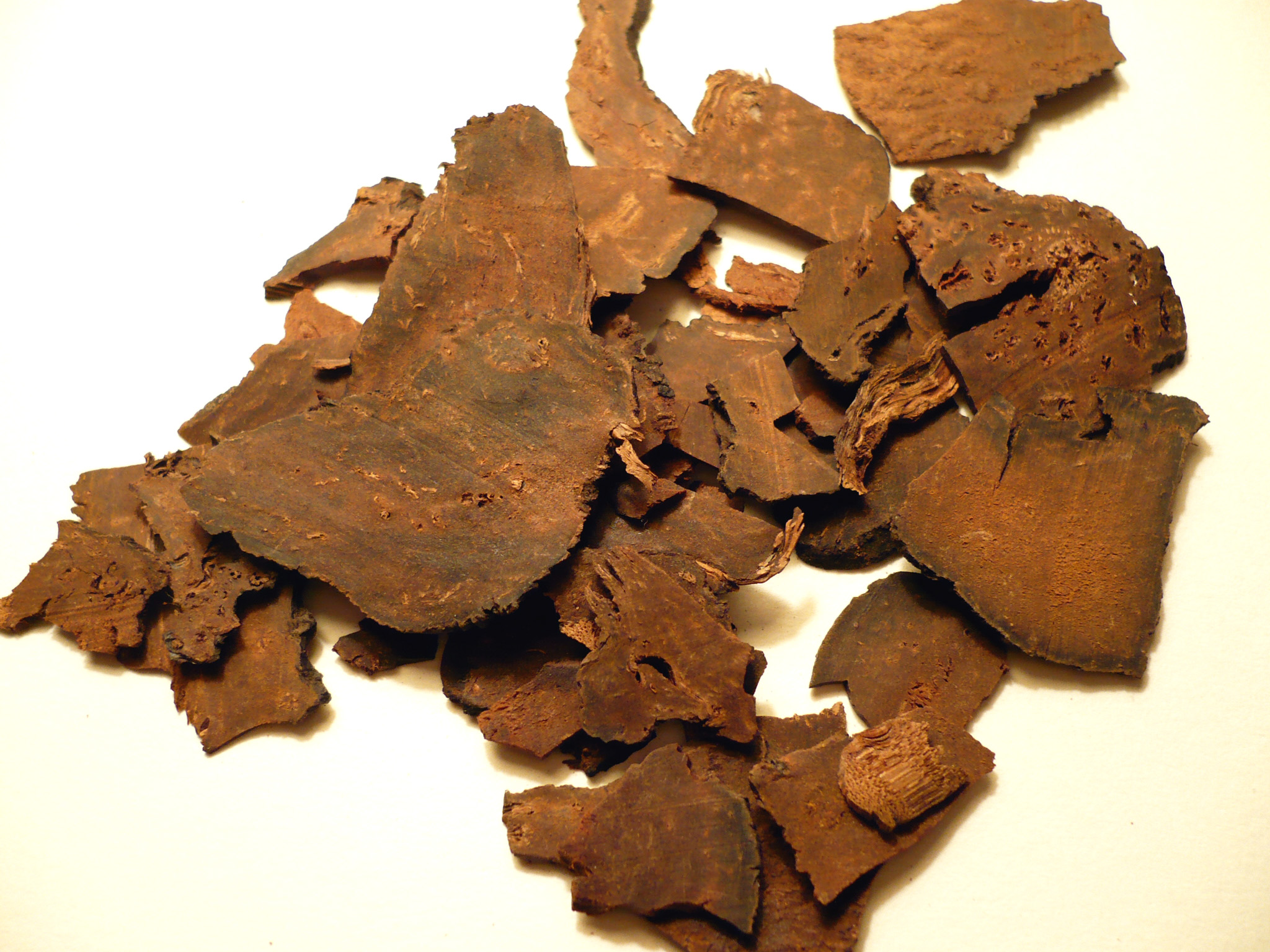
Củ hà thủ ô đỏ phơi khô
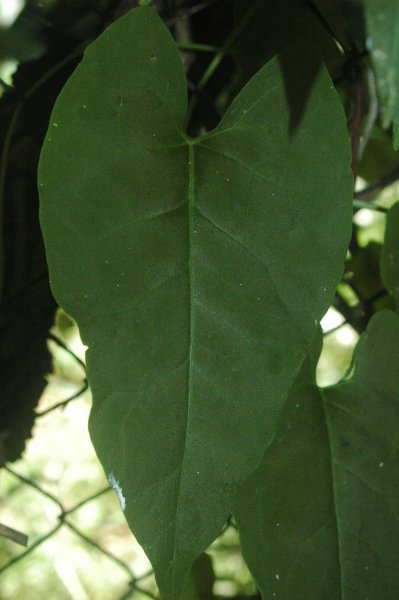
Lá hà thủ ô đỏ